# Cornillac, Drôme
Cornillac är en kommun i departementet Drôme i regionen Auvergne-Rhône-Alpes i sydöstra Frankrike. Kommunen ligger i kantonen Rémuzat som tillhör arrondissementet Nyons. År 2022 hade Cornillac 90 invånare.

## Befolkningsutveckling
Antalet invånare i kommunen Cornillac
Referens:INSEE